# Виюн
Виюнът (Misgurnus fossilis) е вид лъчеперка от семейство Cobitidae. Всеяден бентояден вид е, който си служи с десет мустачки, за да намира храна на дъното. Храни се с детрит, малки безгръбначни – ларви на насекоми и малки мекотели, както и с растителна материя. Дългото и тънко тяло на виюна му позволява да се заравя и движи в субстрата на водоема. През период на засушаване, виюнът може да се зарови на дълбочина 20-30 см, по-рядко 70 см. Възрастните риби са по-активни през нощта. Деня прекарват заровени в субстрата – кал, пясък, тиня. На размер може да достигне до 30 см дължина.

## Разпространение
Видът е разпространен в Австрия, Беларус, Белгия, Босна и Херцеговина, България, Германия, Естония, Казахстан, Латвия, Литва, Люксембург, Молдова, Нидерландия, Полша, Република Македония, Румъния, Русия, Словакия, Словения, Сърбия, Украйна, Унгария, Финландия, Франция, Хърватия, Черна гора и Чехия.
У нас се среща в река Дунав, долните течения на нейните притоци - р. Искър, р. Вит, р. Огоста, р. Осъм, р. Янтра.
Регионално е изчезнал в Швейцария.

## Обитание
Виюнът обитава долните течения на бавнотечащи реки, стоящи водоеми, песъкливи дъна на езера, блата и канали. Възрастните и млади риби обитават гъсто залесени участъци на реките и избягват зони, в които няма водна растителност, докато малките се придържат до бреговата ивица, където в плитката вода търсят детрит. Драгирането на речните дъна и премахването на водната растителност представлява препядствие пред нормалното развитие на вида. 

## Особености
Виюнът притежава способността да диша атмосферен кислород, което му дава предимство пред други риби в условия на ниско насищане на водата с кислород. След като погълнат въздух от повърхността на водата, той преминава през червата, където добре кръвоснабдена сложна система от кръвоносни съдове усвоява кислорода, след което остатъчният газ излиза през ануса. 
Има три гръбни (дорзални) шипа и пет – шест меки лъча в гръбната си перка, в аналната перка има 3 шипа и осем – единадесет меки лъча. Опашната перка има 14 – 16 лъча.

## Полов диморфизъм
Мъжките риби имат стройно тяло и по-дълги гръдни перки. При женските тялото е по-дебело и обло, а гръдните перки са по-къси. Разликата във формата на перките може да се види най-добре, когато рибата се гледа отгоре.